# Barilita
La barilita és un mineral de la classe dels silicats. Rep el seu nom del grec βαρυζ, pesat, i λιτθοσ, pedra, en al·lusió a la seva alta densitat (gravetat específica).

## Característiques
La barilita és un silicat de fórmula química Be₂Ba(Si₂O₇). La seva duresa a l'escala de Mohs és 7.
Segons la classificació de Nickel-Strunz, la barilita pertany a «09.BB - Estructures de sorosilicats, grups Si₂O₇, sense anions no tetraèdrics; cations en coordinació tetraèdrica [4] i major coordinació» juntament amb els següents minerals: åkermanita, cebollita, gehlenita, gugiaïta, hardystonita, jeffreyita, okayamalita, alumoåkermanita, clinobarilita i andremeyerita.

## Formació i jaciments
Va ser descoberta a Långban, al municipi de Filipstad, al comtat de Värmland, Suècia. Tot i que els jaciments on s'hi pot trobar no són gens abundants, ha estat descrita a tots els continents a excepció de l'Antàrtida.